# Latitudinarismo
Il latitudinarismo (dall’inglese latitudinarian, derivato del latino latitudo -dĭnis «larghezza») sviluppatosi in Inghilterra dopo la Restaurazione del 1660, è una corrente teologica anglicana, che John Locke nella parte finale della sua opera An Essay concerning Toleration (1667) presentava come un'interpretazione della religione in cui gli articoli di fede sono «pochi e larghi» e i riti «pochi e semplici» stabilendo così un accordo tra una severa impostazione morale e la «larghezza» nella definizione dei termini della "comunione ecclesiale". Mettendo da parte le diversità contingenti e badando solo ai principi fondamentali, professando in questo modo una tolleranza, ritenuta legittima, nei confronti delle diverse dottrine teologiche, si poteva così arrivare al superamento dei conflitti religiosi e delle divisioni delle Chiese cristiane
Nell'Anglicanesimo del XVII e del XVIII secolo si distinguevano, contrastandosi, diverse ideologie religiose: puritani, arminiani, unitariani, e per questo il latitudinarismo sentì l'esigenza di identificare i punti essenziali di quelle correnti per arrivare a una sintonia sui principi fondamentali ed esercitare un'ampia tolleranza su quelli in disaccordo. In effetti i latitudinari subivano l'influenza degli arminiani e, anticipando le posizioni dei deisti del XVIII secolo, avevano come obiettivo principale quello di realizzare una pacificazione religiosa.
Esponenti come John Hales e William Chillingworth tesero ad arginare l'intransigenza dei teologi puritani, i quali davano «la sensazione di avere istruzioni speciali da Dio, [atteggiamento che] rende gli individui meno suscettibili alla moderazione, a scendere a compromessi o a ragionare.» Allo stesso tempo i latitudinari svolsero un'opera di mediazione nei confronti dei cosiddetti teologi carolini, Lancelot Andrewes, William Laud, Richard Hooker, Jeremy Taylor.
Il latitudinarismo assunse spesso i contorni di un razionalismo a carattere etico e antidogmatico con i cosiddetti "neoplatonici di Cambridge" (Ralph Cudworth, Henry More, Benjamin Whichcote), insieme ad Arthur Bury e alcuni vescovi anglicani (John Tillotson, Thomas Tenison e E.Stillingfleet). 
Rappresentando dunque l'esigenza della società inglese di arrivare alla pace religiosa e politica dopo la Rivoluzione del 1688-1689, il latitudinarismo ebbe infine successo costituendosi all'interno della Chiesa anglicana, in contrapposizione alla High Church ("Chiesa alta"), come Broad Church, quella "Chiesa larga" che operò un'influenza rilevante sulla cultura del Settecento inglese.
Da parte cattolica, nel 1864 il Latitudinarismo fu elencato al paragrafo III del Sillabo degli errori emanato da papa Pio IX.